# Детоксикація іонними ваннами для ніг

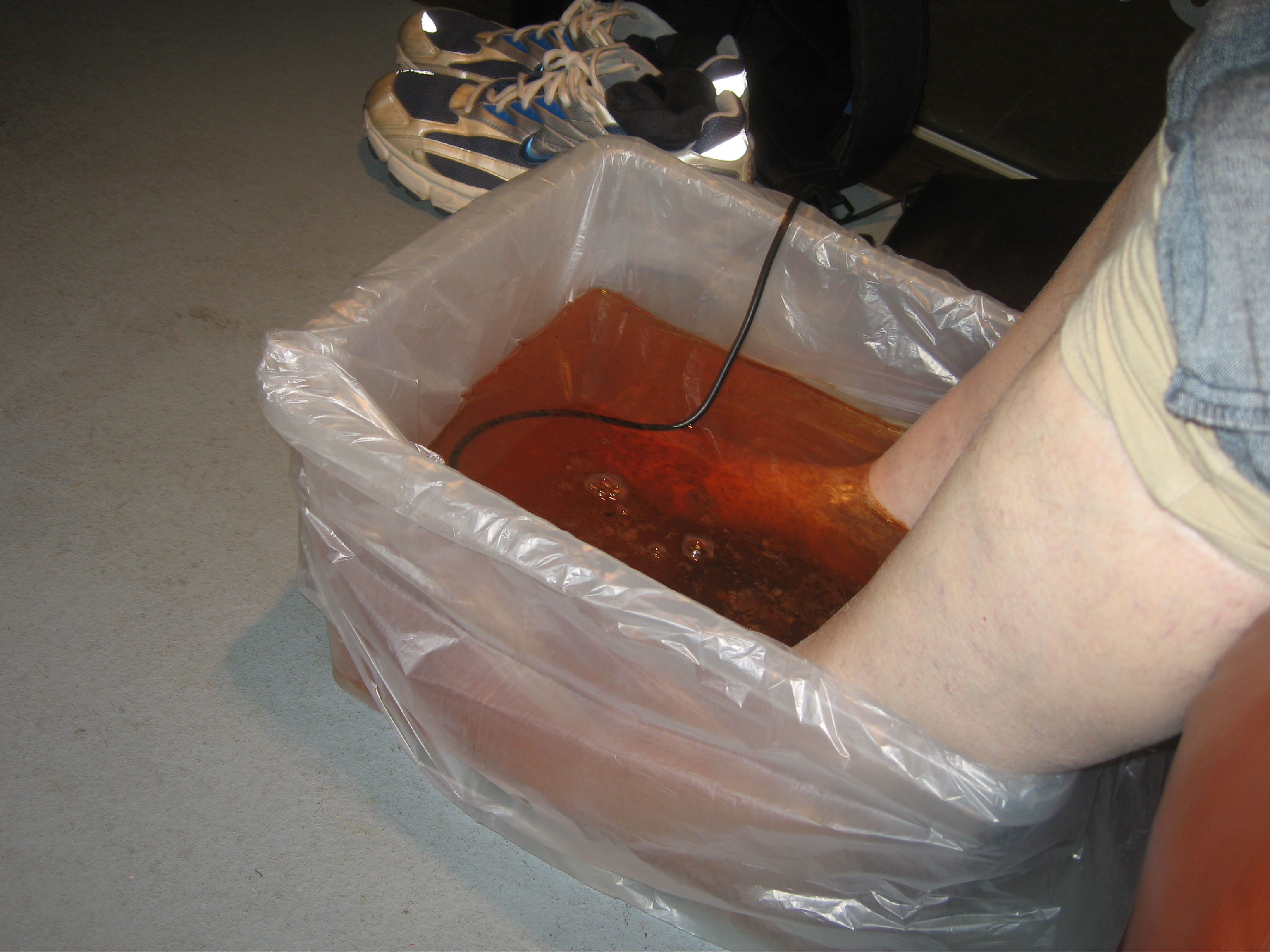
Детоксикація іоними ваннами для ніг

Детоксикаційні ванни для ніг, також відомі як детокс фут спа, іон фут спа, іонне очищення, іонна ванна для ніг і водна/аква детоксикація — псевдонаукові альтернативні медичні пристрої, які рекламуються як такі, що здатні виводити токсини з організму людини. Вони працюють шляхом проведення електричного струму за допомогою електрода, зануреного в розчин солоної води. Після ввімкнення приладу електрод швидко іржавіє під час хімічного процесу, що називається електролізом, внаслідок чого вода забарвлюється у коричневий колір. Ця реакція відбувається незалежно від того, занурені у воду ноги людини чи ні. Після використання приладу жодних токсинів людського тіла у воді не було виявлено.

## Опис
Детоксикаційні ванни для ніг вперше з'явились на початку 2000-х років і швидко стали популярними в спа-салонах завдяки наочно видимій коричневій воді та бруду, що утворюються пристроями. Один з виробників пристрою, відомого як Aqua Detox, стверджує, що концепція заснована на дослідженнях 1920-1930-х років, проведених Роялом Райфом, винахідником, який стверджував, що його пристрої Rife можуть «девіталізувати хворобливі організми», створюючи в них вібрації на певних частотах.
Детоксикаційні ванни для ніг складаються з двох основних компонентів: ванночки для ніг, в яку поміщають ноги, і електрода. Зазвичай електролітом використовується тепла підсолена вода, в яку занурюють ноги клієнта разом з електродом. Всередині пристрою знаходяться два металеві електроди, між якими протікає струм, що призводить до швидкого іржавіння електродів через електроліз. Ця реакція швидко забарвлює розчин солоної води в коричневий колір, також у воді також можуть бути помітні пластівці іржі. Електроди, які використовуються в таких приладах, швидко псуються, і зазвичай їх потрібно заміняти приблизно через 16 годин використання.

## Заявлений ефект
Прихильники детоксикаційних ванн для ніг стверджують, що вони здатні допомогти людському організму різними способами. Регулярно зазначається про такі ефекти, як «відновлення балансу клітинної енергії» організму, допомога при головних болях і безсонні, у роботі нирок, печінки та імунної системи. Також від прихильників лунали й такі серйозні твердження, такі як допомога при токсичності важких металів і розладах спектру аутизму.
Деякі спа-салони та виробники апаратів для детоксикації надають клієнтам таблиці, які показують різні ділянки тіла, з яких можуть виводитись токсини. У цих таблицях колір води у ванні для ніг після процедури нібито вказує на те, звідки з організму вийшли токсини.
| Колір і консистенція води | Частина тіла, з якої походять «токсини»              |
| ------------------------- | ---------------------------------------------------- |
| Біла піна                 | Лімфатична система                                   |
| Жовтий                    | Нирки, сечовий міхур, сечовивідні шляхи або простата |
| Помаранчевий              | Суглоби                                              |
| Темно-зелений             | Жовчний міхур                                        |
| Червоний з цятками        | Матеріал згустку крові                               |
| Чорний                    | Печінка                                              |
| Коричневий                | Печінка, залишки клітин і тютюн                      |
| Чорний з вкрапленнями     | Важкі метали                                         |

Твердження з цих таблиць не мають наукового обґрунтування.

## Критика
У 2011 році журналісти американського видання Inside Edition відвідали кілька спа-салонів у Нью-Йорку, щоб дізнатись більше про детокс-процедури для ніг. У кожному спа-салоні, який вони відвідували, їм стверджували, що процедури покращать їхній загальний стан здоров'я, а зміна кольору води пов'язана з вивільненням токсинів з їхнього організму. Згодом Inside Edition придбали власний апарат детокс для ніг і передали його на перевірку інженеру-електрику Стіву Фаулеру. Оглянувши пристрій у своїй лабораторії, він дійшов висновку, що «все, що ви тут бачите, — це просто іржа, це не що інше, як два шматки металу, що іржавіють, це не має нічого спільного з токсинами. Це просто звичайний хімічний експеримент».
У своїй книзі «Погана наука», виданій 2008 року, Бен Голдакр описав свій досвід наукового дослідження детоксикації за допомогою ванн для ніг. Прочитавши статтю про цю процедуру в The Daily Telegraph, він запідозрив, що вода може набувати коричневого кольору внаслідок утворення іржі. Він поставив власний експеримент, використовуючи відро з водою, автомобільний акумулятор і два великих цвяхи. Його експеримент швидко змінив колір води у відрі на темно-коричневий з мулом нагорі.
З огляду на отриманий результат, Голдакр відправив свого друга в місцевий спа салон, щоб пройти курс детоксикації та взяти зразки води до процедури та після. Отримані зразки були відправлені на аналіз до відділення медичної токсикології в лікарні Святої Марії в Лондоні. Зразок води, відібраної перед активацією детоксикаційної ванни, містив лише 0,54 мг на літр заліза, а після завершення лікування — 23,6 мг на літр. Для довідки, зразок води Голдакра з його експерименту з цвяхами містив 97 мг на літр.
Goldacre звернувся до ряду виробників пристроїв для детоксикації щодо їхніх заяв про виведення токсинів з організму. Ніхто не зміг точно сказати, які саме токсини виводилися з організму і чи виводились вони взагалі. З огляду на це, він вирішив перевірити свої зразки води на креатинін і сечовину, дві найменші молекули продуктів життєдіяльності, які виробляє людський організм. У зразках не було виявлено жодної з цих молекул, лише іржу оксиду заліза.
Джо Шварц також поясни: якщо покласти залізні та алюмінієві електроди у воду, це призведе до утворення оксиду заліза, що має різні відтінки коричневого осаду. Магній і кальцій, природно присутні в людському поті, посилюють електролітичну реакцію. Випробувавши прилад і виявивши коричневий осад, навіть коли ванна працює без людських ніг у ній, Тімоті Колфілд дійшов висновку, що «це справді добрий приклад того, що врешті є лише маркетинговим шахрайством».